# Indonesisk sångare
Indonesisk sångare (Phylloscopus trivirgatus) är en fågel i familjen lövsångare inom ordningen tättingar.

## Utseende och läte
Indonesisk sångare är en liten (10–11 cm) lövsångare med överlag gulaktig fjäderdräkt, framför allt på undersidan, med kontrasterande huvudteckning och avsaknad av vingband. Sången är en omusikalisk ramsa som i engelsk litteratur återges som "tisiwi-tsuwiri-swit” eller snabbare och ljusare "tsee-chee-chee-weet" och "tser-chee, see-chee-weet", påminnande om en glasögonfågel. Bland lätena hörs ett ”cheecheechee”, ett "tersiwit" och ett grälande varningsläte.
Filippinsångaren, ofta behandlad som en del av indonesisk sångare, saknar den kontrasterande huvudteckningen men har istället ett tunt vingband. Även lätena skiljer sig.

## Utbredning och systematik
Indonesisk sångare delas här in i fyra underarter med följande utbredning:
- Phylloscopus trivirgatus parvirostris – förekommer på Malackahalvön
- Phylloscopus trivirgatus trivirgatus – förekommer på Sumatra, Java, Bali, Lombok, Sumbawa och nordvästra Borneo
- Phylloscopus trivirgatus kinabaluensis – förekommer i bergen på nordöstra Borneo
- Phylloscopus trivirgatus sarawacensis – förekommer i bergen på västra Borneo (västra Sarawak)

Filippinsångaren (P. nigrorum) behandlades tidigare som en del av indonesisk sångare och vissa, som IUCN, gör det fortfarande.

### Släktestillhörighet
DNA-studier visar att släktet Phylloscopus är parafyletiskt gentemot Seicercus. Dels är ett stort antal Phylloscopus-arter närmare släkt med Seicercus-arterna än med andra Phylloscopus (bland annat indonesisk sångare), dels är inte heller arterna i Seicercus varandras närmaste släktingar. Olika taxonomiska auktoriteter har löst detta på olika sätt. De flesta expanderar numera Phylloscopus till att omfatta hela familjen lövsångare, vilket är den hållning som följs här. Andra flyttar bland andra indonesisk sångare till ett expanderat Seicercus.

### Familjetillhörighet
Lövsångarna behandlades tidigare som en del av den stora familjen sångare (Sylviidae). Genetiska studier har dock visat att sångarna inte är varandras närmaste släktingar. Istället är de en del av en klad som även omfattar timalior, lärkor, bulbyler, stjärtmesar och svalor. Idag delas därför Sylviidae upp i ett antal familjer, däribland Phylloscopidae. Lövsångarnas närmaste släktingar är familjerna cettior (Cettiidae), stjärtmesar (Aegithalidae) samt den nyligen urskilda afrikanska familjen hylior (Hyliidae).

## Levnadssätt
Indonesisk sångare hittas i bergsskogar (därav det engelska namnet Mountain Leaf Warbler), över 1200 meters höjd på Malackahalvön men 800 meter i Indonesien (dock 460 meter på Lombok och Sumbawa). Där födosöker den aktivt i trädens högre skikt. Födan består huvudsakligen av små insekter och larver.

## Status
IUCN kategoriserar arten som livskraftig, men inkluderar filippinsångaren i bedömningen.